# Église Saint-Romain de Curzon
Pour les articles homonymes, voir Église Saint-Romain.
L’église Saint-Romain est un édifice catholique français situé dans le bourg de Curzon, dans le département de la Vendée et la région des Pays-de-la-Loire.
Sous son chœur, l’église abrite l’une des sept cryptes conservées dans le département. Celle-ci est classée au titre des Monuments historiques depuis 1875.

## Histoire
Église paroissiale dès son origine, l’édifice est dédié à Romain de Blaye,, évangélisateur des côtes du Poitou et de la Guyenne missionné par Martin de Tours au IVe siècle. L’église Saint-Romain est placée sous ce vocable par les habitants de la paroisse car Romain est le patron des mariniers. Un vitrail derrière l’autel (Saint Romain veillez sur nous) et une statue près de la chaire (Saint Romain), dans la nef, lui sont d’ailleurs consacrés.
Au Moyen Âge, l’évêque de Poitiers fait de Curzon le siège d’un archiprêtré. Les personnalités placées à sa tête sont appelées « archiprêtres » puis « doyens ».
Le titulaire de la charge ecclésiastique est nommé par l’abbé de Saint-Michel-en-l’Herm puis par l’évêque de Luçon.
Comme une vingtaine d’autres dans le département, l’église Saint-Romain possède des vitraux patriotiques réalisés en 1938 par Luc Fournier.

## Évolution de l’édifice
L’église initiale est remplacée par une crypte au cours du XIe siècle.
Au XIIIe siècle, une nouvelle église est bâtie par-dessus le caveau, mais celle-ci est touchée par les nombreuses batailles organisées dans la région au XVIe siècle lors des guerres de religion.
Dans la seconde moitié du XIXe siècle, l’édifice présente des risques d’écroulements au niveau de la voûte de la nef. L’église est presque totalement reconstruite en 1873 selon le projet de l’architecte départemental Victor Clair par la suite décrié compte tenu du résultat des travaux,. La flèche du clocher est également élevée à cette époque.
La nef présente la particularité d’être légèrement décalée vers le nord vis-à-vis du reste de l’édifice.

## Crypte
Située sous le chœur de l’église, la crypte, de style roman et datée du début du XIe siècle, est partagée en trois nefs par deux rangs de colonnettes.
À la jonction de la nef et du chœur, une trappe donne sur un escalier raide qui aboutit à cette crypte par un espace de plan carré que prolonge une abside semi-circulaire éclairée d’une unique fenêtre. Quatre colonnettes dégagées au centre et dix engagées dans les murs supportent neuf voûtes d’arêtes. Les bases et les chapiteaux des colonnes du centre sont ornés de différentes sortes de motifs floraux et décoratifs.
Avec celles des églises Notre-Dame-des-Anges (à Angles), Saint-Pierre (aux Essarts), Notre-Dame-de-l’Assomption (à Fontenay), Saint-Philbert (à Noirmoutier), Notre-Dame-de-l’Assomption (à Vouvant) ainsi la chapelle Saint-Vincent du château de Tiffauges, elle constitue l’une des sept seules cryptes conservées au XXIe siècle dans le département de la Vendée.

## Protection
En 1868, Victor-Auguste Loué, architecte-inspecteur départemental des Monuments historiques, introduit une demande de classement au titre des Monuments historiques accompagné d’un projet de restauration de l’église car la nef de celle-ci menace de s’effondrer. Cependant, le devis de Loué au sujet de la réhabilitation de l’église est écarté par la municipalité en 1873 au profit d’un autre réduisant l’inscription à la seule crypte, qui est seule classée par liste en 1875,.

## Culte
Appartenant à la commune de Curzon, l’église est un lieu de culte catholique romain.
Du point de vue religieux, elle relève depuis le 1er septembre 1997 de la paroisse Saint-Jacques-du-Val-Graon, dans le doyenné de Talmont, au sein du diocèse de Luçon. Avant cette date, elle se situe dans la paroisse Saint-Romain-de-Curzon.

## Galerie de photos

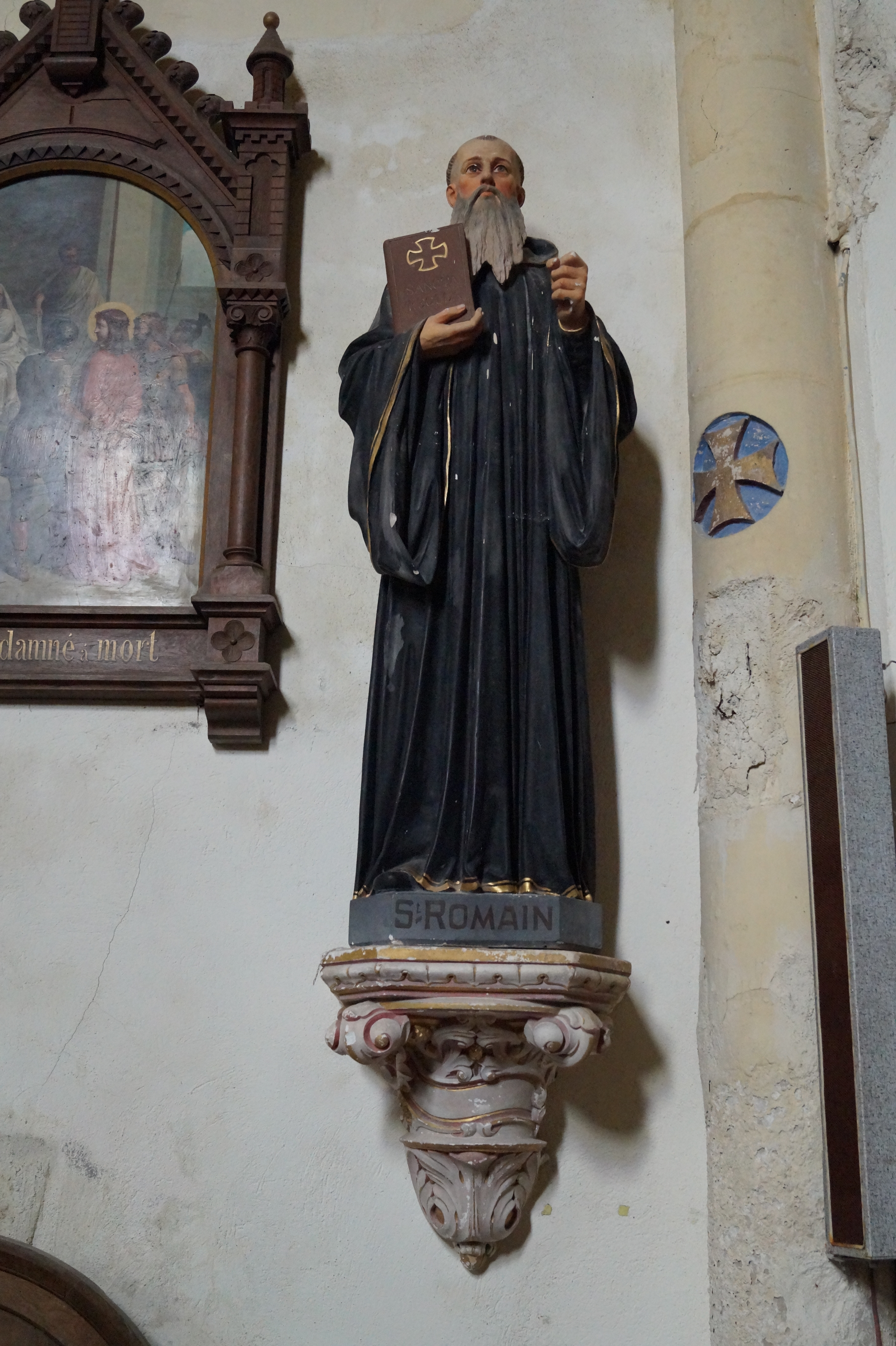
Statue de saint Romain.
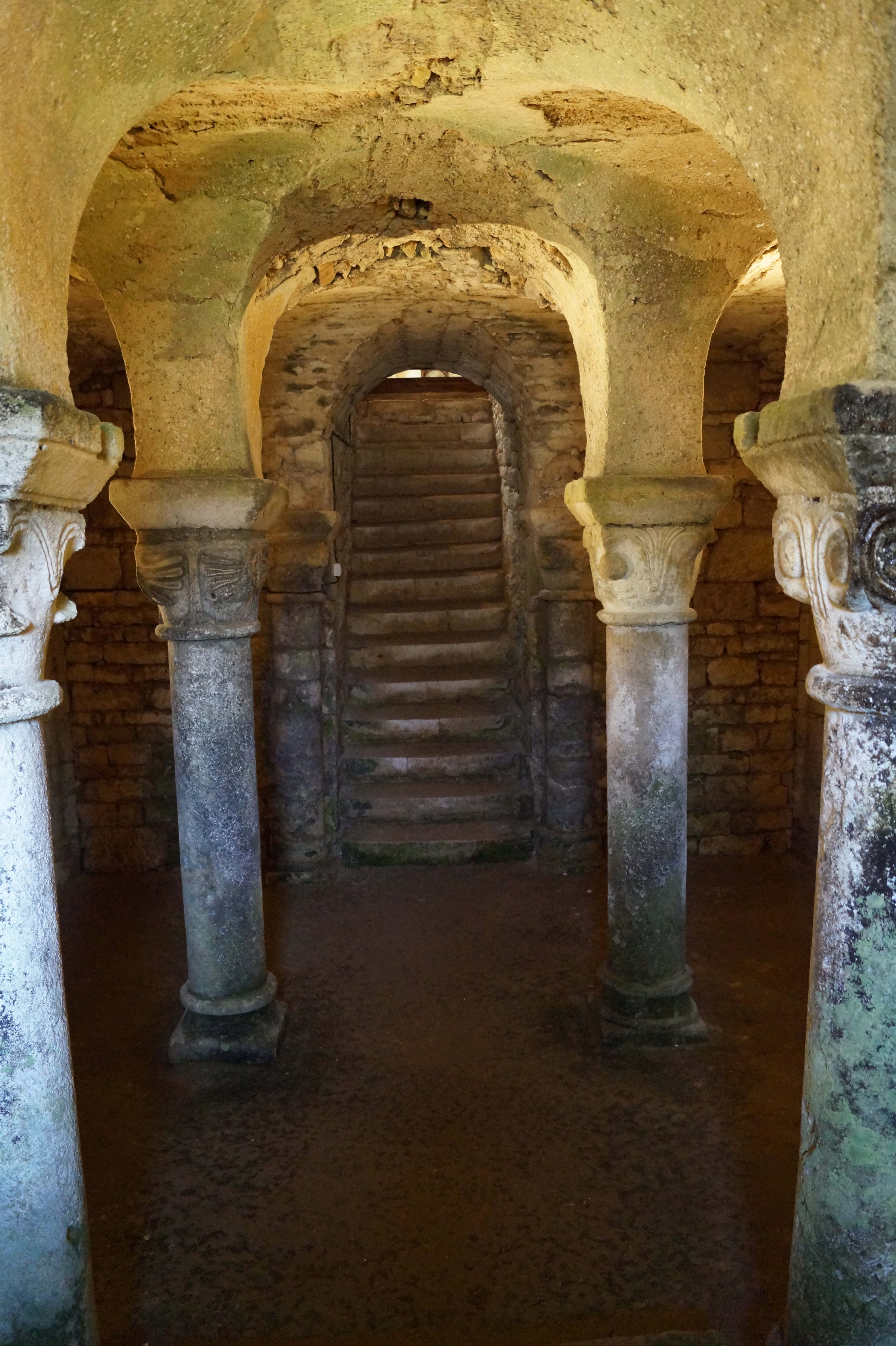
Crypte.
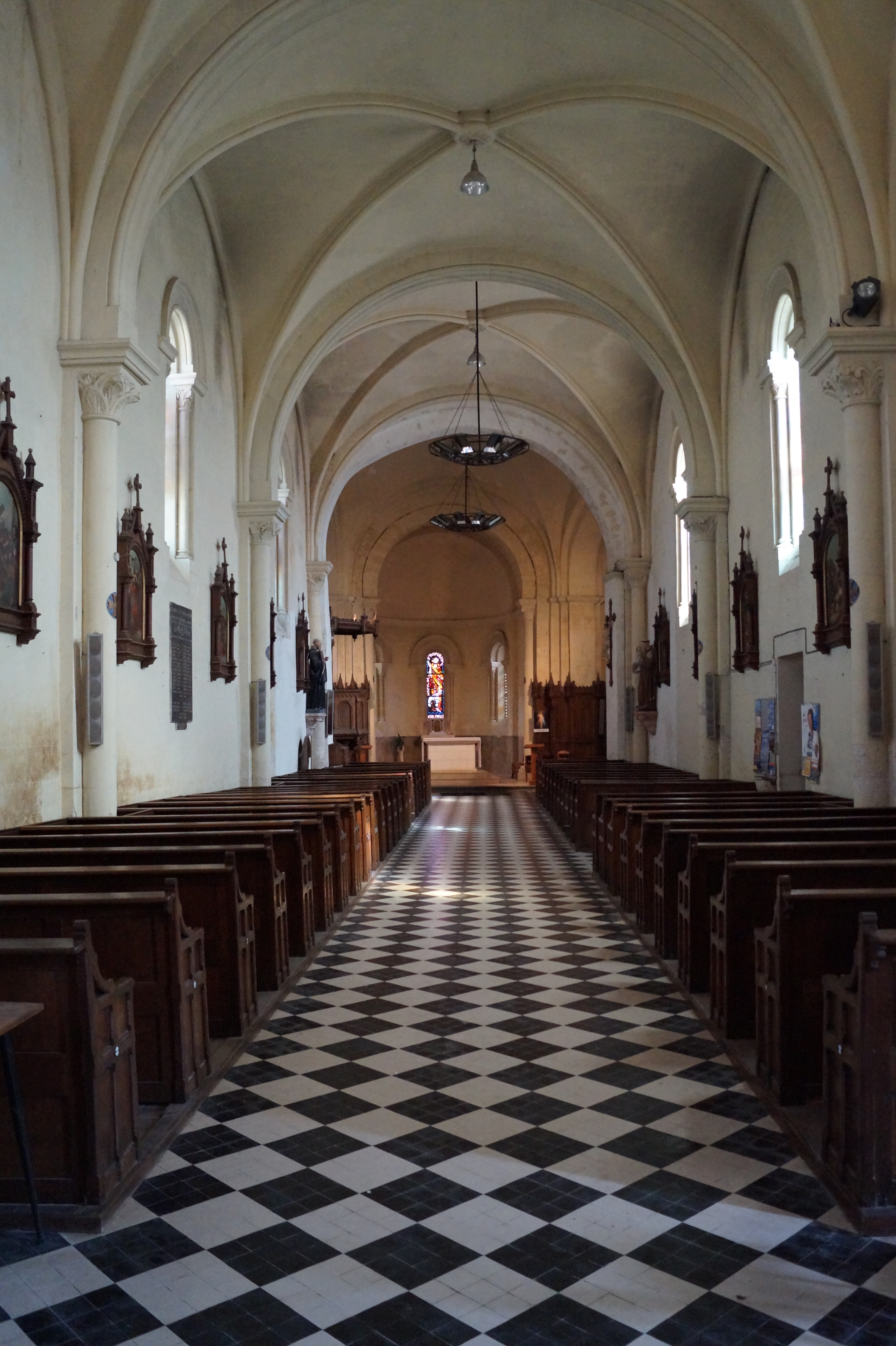
Vue de la nef.
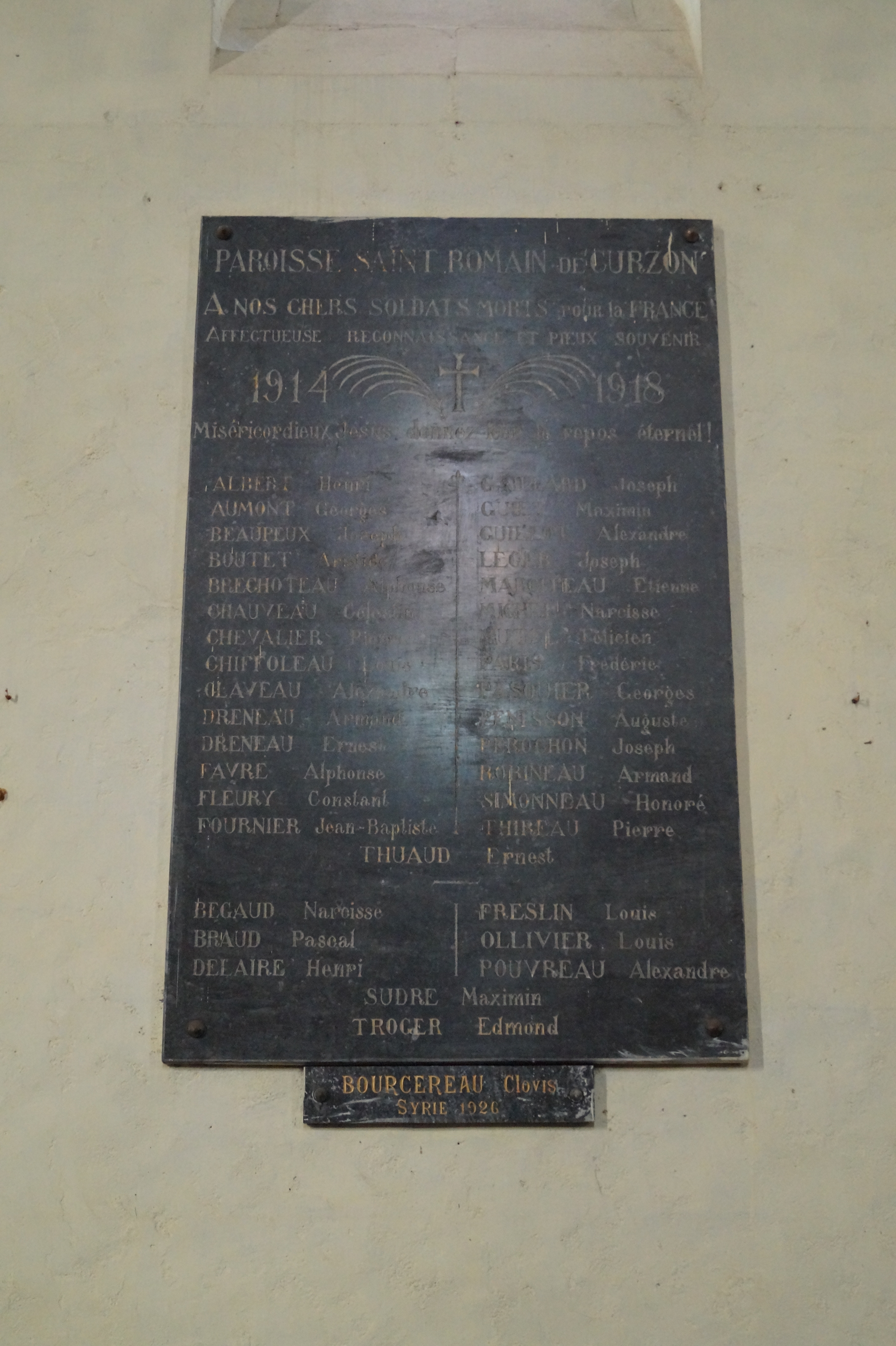
Plaque paroissiale des morts de la Première Guerre mondiale.
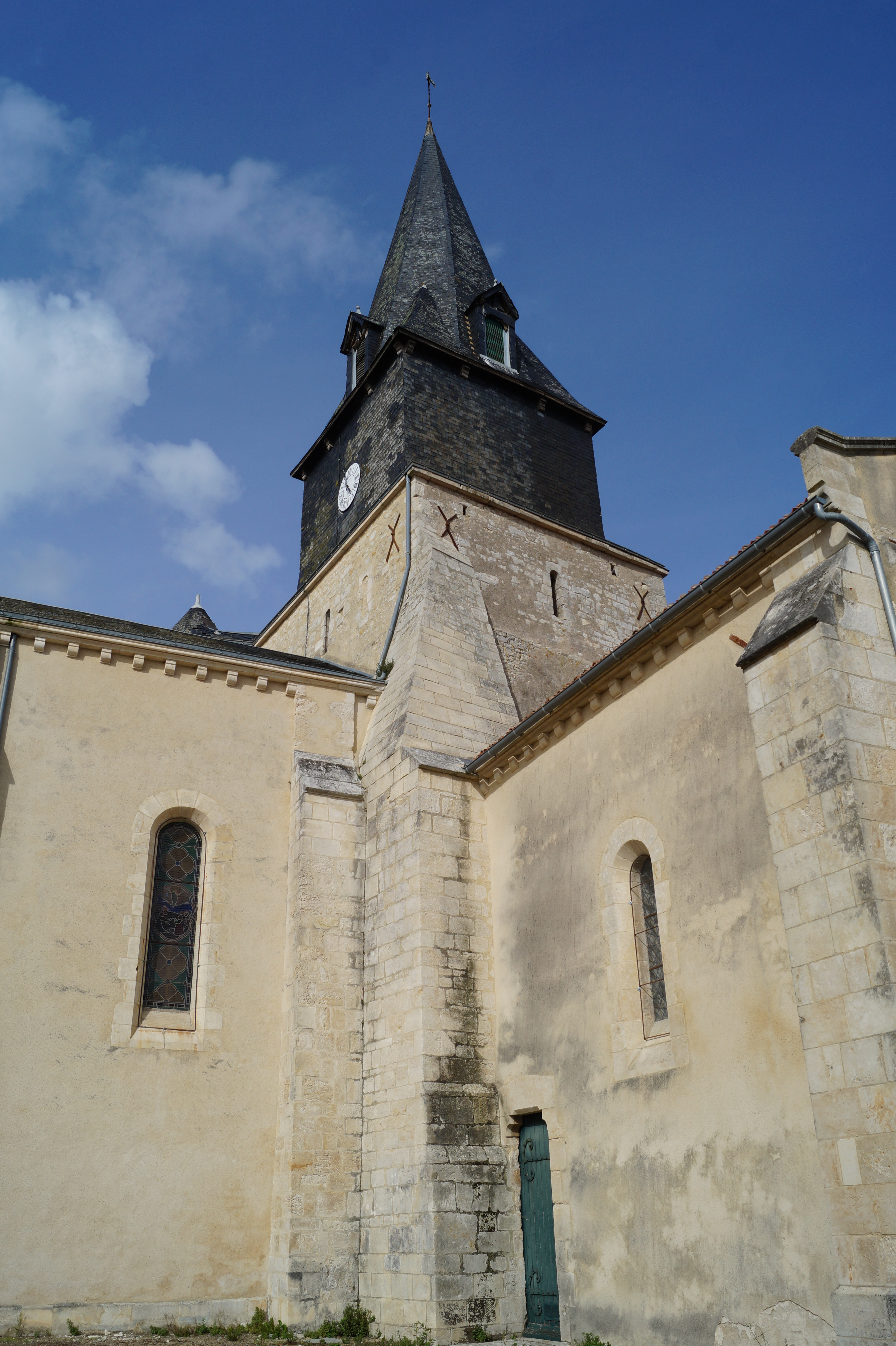
Flèche du clocher.